# Plašitelj kormorana (1998.)
Plašitelj kormorana je dokumentarni film Branka Ištvančića.

## Kratak sadržaj
Temeljna namjera filma Plašitelj kormorana nije analiza gospodarskog problema, niti nuđenje rješenja. Ovaj film naprosto želi ispričati priču o jednom zanimanju, koje je neobično ne samo stoga što je rijetkost, nego zato što je samo u sebi zaokruženo, gotovo bih rekao samodostatno. Ono je zapravo "život u malom", mikrosvemir na izdahu. Čuvati ribnjak, plašiti, dakle, kormorane, za ove ljude nije samo obavljanje posla, nego svojevrsna opsesija koja ne završava s krajem radnog vremena. Razlog takvog odnosa možda je dokučiv ako si administrativni, suhoparni opis njihovog radnog zadatka prevedemo na ljudskiji jezik. Tako je, čini mi se, moguće sagledati kako je u ovom slučaju na djelu egzistencijalna borba u najelementarnijem obliku. Kormorani, jasno, ne rade nikakav posao, nemaju nikakvih zadnjih namjera, oni nastoje preživjeti. I njihova, recimo tako, krivnja, isključivo je ljudska kategorija. S druge strane čuvarima je njihov posao čimbenik egzistencijalne sigurnosti. Upravo to je ključ odnosa kormorana i njihovih plašitelja. Možda i neosviješteno, ali čuvari znaju da imaju osiguran posao, dakle i egzistencijalnu sigurnost, sve dok ima kormorana. Na taj način stvorena je zanimljiva ovisnost koju želi prikazati ovaj film.

## Nagrade
- Grand Prix za najbolji film festivala Dani hrvatskog filma 1998. godine
- Oktavijan, Nagrada Hrvatskog društva filmskih kritičara 1998. godine
- Posebna nagrada za kreativan doprinos na Međunarodnom festivalu turističkog filma u Splitu 1998. godine

## Festivali
- Dani hrvatskog filma, 1998.
- Međunarodni festival turističkog filma Split, 1998.
- Tjedan novog hrvatskog filma Budimpešta, Madžarska, 2001.
- Environmental Film Festival, SAD, 2003.
- Rastgele International Sea and Fishermen Film Festival, 2005.

## Kritike
- Uz mnogobrojne dokumentarce snimljene samo za televizijsko prikazivanje, pretežno informativne i edukativne namjene, Televizija je producirala velik broj umjetnički ambicioznih dokumentarnih filmova. Plašitelji kormorana Branka Ištvančića, crno-humorna životna priča o jednom od najčudnijih zanata na svijetu, po mnogima je najbolji hrvatski dokumentarac 90-ih...

(Kino klub Zagreb, Mladi dokumentarni film)
- Srećom prvi je dan ipak donio jedan dokumentaristički biser. Briljantni crnohumorni i apsurdni film Plašitelj kormorana Branka Ištvančića i Davora Šišmanovića. Film se bavi ljudima koji su na jednom ribogojilištu kod Donjeg Miholjca zaduženi za tjeranje kormorana koji proždiru riblji fond. Problem je u tome što su kormorani zaštićeni zakonom i što su im staništa u susjednoj Mađarskoj, što svakodnevici ovih ljudi pridaje sizifovski, apsurdni predznak. Plašitelj kormorana briljantno je smišljen i režiran film, pravi odmor u jednoličnoj hrvatskoj dokumentarističkoj praksi.

(Jurica Pavičić, Slobodna Dalmacija, 13. ožujka 1998.)
- U tom razdoblju, međutim, među studentima najbolje su dokumentarce napravili ljudi koji su išli posve svojim putem. U tom smislu vrijedi istaknuti dva antologijska filma: prvi je Plašitelj kormorana Branka Ištvančića, kafkijanska crnohumorna priča o ljudima koji rade apsurdan posao u dešperatnoj panonskoj zabiti. Drugi je Dvoboj Zrinke Matijević u kojem autorica uzima svima poznatu i jednostavnu temu (majka se muči s djetetom koje ne želi jesti) i pretvara je u epopeju o naporima roditeljstva...

Takav program - koji bi uključivao Hotel Sunju, Nebo ispod Osijeka, Radio Krapinu, Mirila, Plašitelja kormorana, Dvoboj, BBB, Hodnik i Kukuruzni put - mogao bi se svrstati uz bok najjačim desetljećima hrvatskog dokumentarizma.
(Jurica Pavičić, Hrvatski dokumentarac devedesetih, Hrvatski filmski ljetopis, god 9 (2003), br. 33, Zagreb, ožujak 2003.)
- Sve što treba imati dobar dokumentarac (a to je rod s lijepom tradicijom u nas) Plašitelj kormorana ima. Istraživanje, pažljivo promatranje, disciplina, strpljivost, diskretan, a opet jedan autorski (ironijski) stav… Plašitelj kormorana zaokružen je, privlačan film o ljudima i pticama, o čuvarima ribnjaka od gladnih kormorana.

(Dražen Ilinčić, Večernji list, 13. ožujka 1998.)

## Vanjske poveznice
- Službene stranice filma  Arhivirana inačica izvorne stranice od 9. siječnja 2007. (Wayback Machine)